# دبیرستان شهرستان داگلاس (کلرادو)
دبیرستان شهرستان داگلاس (انگلیسی: Douglas County High School) یک دبیرستان دولتی در کاسل راک، کلرادو است. این دبیرستان قدیمی‌ترین مدرسه در ناحیهٔ مدرسه‌ای شهرستان داگلاس است. بازیگر ایمی آدامز از فارغ‌التحصیلان برجستهٔ این دبیرستان است.